# Willem Gerard van de Poll
Willem Gerard van de Poll (Amsterdam, 1 april 1793 – 's-Gravenhage, 22 mei 1872) was een Nederlands politicus.

## Levensloop
Van de Poll was van 1814 tot 1826 secretaris in de kabinetten van koning Willem I. Daarna was hij van 9 mei 1826 tot 17 maart 1858 lid van de Raad van State, van welke raad hij in de periode 1848-1858 waarnemend voorzitter was.
Van de Poll werd op 1 april 1858 benoemd tot minister van staat.
Hij huwde in 1824 met Agneta Clasina Catharina van Stralen, met wie hij twee kinderen had. Dochter Agneta Theodora Johanna huwde François de Casembroot, hun zoon was muziekcriticus Johan Lodewijk Willem de Casembroot.
In 1840 werd hij commandeur in de Orde van de Nederlandse Leeuw en in 1849 kreeg hij het grootkruis van de Orde van de Eikenkroon.